# Radio Montebeni
Radio Montebeni è stata un'emittente radiofonica privata italiana ricevibile prevalentemente in Toscana, specializzata in musica classica.

## Storia
L'iniziativa di apertura della radio parte dall'imprenditore Giuliano Giunti che a sua spese ristruttura alcuni spazi nel Circolo Montebeni. Le trasmissioni iniziano nel marzo 1983, coprendo prima solo il territorio fiorentino e poi dal 1987 anche il resto della Toscana,  e giungendo anche a La Spezia ed alla Corsica. 
La radio fu frequentata da musicisti di rilievo come i pianisti Maria Tipo e Alessandro Specchi, il violinista Uto Ughi ed altri. Quando nel 1983 ci fu la liberalizzazione dell'etere, le trasmissioni iniziarono. I costi erano affrontati con contributi di sponsor (banche, negozi di musica) e dagli abbonamenti al bollettino dei programmi "BIP".

## Palinsesto
La radio trasmetteva prevalentemente musica classica, mentre 2 volte la settimana veniva mandato in onda l'opera. Vi erano anche importanti collaborazioni con il Teatro Comunale di Firenze, il Conservatorio Luigi Cherubini e la Scuola di Musica di Fiesole per la realizzazione di notiziari e programmi di commento alle loro attività. Erano trasmesse anche in diretta molte manifestazioni del circuito musicale regionale. 
Eventi da segnalare sono stati i concerti trasmessi in diretta tra il 1986 e il 1987 dall'auditorium di Radio Montebeni di allievi del Conservatorio Luigi Cherubini di Firenze, della Scuola di musica di Fiesole, dell'Istituto musicale Pietro Mascagni di Livorno e dell'Istituto musicale Boccherini di Lucca. Parteciparono alle sue trasmissioni anche Zubin Mehta e Myung-whun Chung con memorabili i concerti nel 1990, con la partecipazione anche di Mario Luzi, Sylvano Bussotti e Antonio Paolucci. Negli anni di massima diffusione si aggiunse anche la creazione di due orchestre intitolate: l'Orchestra sinfonica dei solisti di Radio Montebeni e l'Orchestra da camera di Radio Montebeni ed anche di una casa discografica Edizioni musicali classico. Nel 1993, in occasione del decimo compleanno dell'emittente, al Teatro Verdi di Firenze fu tenuto un concerto con arie tratte dall'opera "Griselda" (musiche di Antonio Vivaldi e libretto di Goldoni) che ha avuto luogo al teatro Verdi di Firenze e fu organizzato un concorso dal titolo Dodici copertine per dodici artisti, vinto dalla pittrice Maria Stuarda Varetti.

## Chiusura
Radio Montebeni ha interrotto le sue trasmissioni il 14 dicembre 2001, impossibilitata a vivere delle sole proprie risorse. Se la serrata di radio Montebeni è arrivata quasi all'improvviso, era comunque da molto tempo che Giunti lanciava ricorrenti allarmi sul futuro finanziario della radio. C'erano state iniziative anche clamorose come, nell'estate del 2001, una raccolta di firme (a migliaia) in piazza della Signoria a Firenze, poi consegnate agli amministratori locali. Ancora pochi mesi prima della chiusura dell'emittente di classica gli appassionati ascoltatori da ogni parte della regione sommersero il Comune di Firenze con oltre tremila fax perché rispondesse alle richieste di aiuto ripetute annualmente da Radio Montebeni..
La Regione Toscana, dopo la chiusura di Radio Montebeni, ha promosso l'apertura di una nuova radio dedicata totalmente alla musica classica. Radio Toscana classica